# Climoterapia
Climoterapia ou helioterapia é um tipo de terapia que utiliza variáveis climáticas para a cura de diversas patologia. É conhecida desde ao menos o tempo de Hipócrates, na Grécia Antiga. Dentre as doenças com as quais se buscou tratar com climoterapia estão a tuberculose e a loucura.